# Anthony Frederick Tonnos
Anthony Frederick Tonnos (* 1. August 1935 in Port Colborne) ist Altbischof von Hamilton.

## Leben
Anthony Frederick Tonnos empfing am 27. Mai 1961 die Priesterweihe.
Papst Johannes Paul II. ernannte ihn am 13. Mai 1983 zum Weihbischof in Hamilton und Titularbischof von Nationa. Die Bischofsweihe spendete ihm der emeritierte Bischof von Saint Catharines, Thomas Joseph McCarthy, am 12. Juli desselben Jahres; Mitkonsekratoren waren Thomas Benjamin Fulton, Bischof von Saint Catharines, und Paul Francis Reding, Bischof von Hamilton.
Am 2. Mai 1984 wurde er zum Bischof von Hamilton ernannt und am 18. Juni desselben Jahres in das Amt eingeführt. Am 24. September 2010 nahm Papst Benedikt XVI. seinen altersbedingten Rücktritt an.